# Gairebé amenaçada
Gairebé amenaçada (NT de l'anglès "Near Threatened") és un estat de conservació assignat a espècies o tàxons inferiors, que poden ser considerats amenaçats amb l'extinció en un futur pròxim, encara que actualment no estiguin qualificats com a amenaçats. En aquesta sentit, la Unió Internacional per a la Conservació de la Natura (UICN) assenyala la importància de reavaluar sovint o en intervals apropiats, els tàxons classificats com gairebé amenaçats.
Els criteris emprat per als tàxons gairebé amenaçada inclouen en general els criteris d'espècies vulnerables, que són plausibles o prop de complir-se, com la reducció en el nombre o d'àrea de distribució. Les espècies classificades com gairebé amenaçades avaluades a partir de 2001, també poden ser les que depenen dels esforços de conservació per evitar que es vegin amenaçades, ja que abans se les classificava en la categoria separada depèn de la conservació.
A més, els 402 tàxons de la categoria depèn de la conservació també poden ser considerats en la categoria gairebé amenaçada.

## Categories i criteris de la UICN (versió 2.3)
Abans del 2001, la UICN feia servir les categories i criteris de la versió 2.3, els quals incloïen la categoria separada d'espècies depèn de la conservació (LR/cd). En aquell sistema, Gairebé amenaçada i Depèn de la conservació eren dues subcategories de la categoria Risc baix. Els tàxons que no han estat avaluats des del 2001 pot ser que conservin el seu estat LR/cd o LR/nt, encara que actualment les dues categories són designades simplement com gairebé amenaçades.

## Galeria

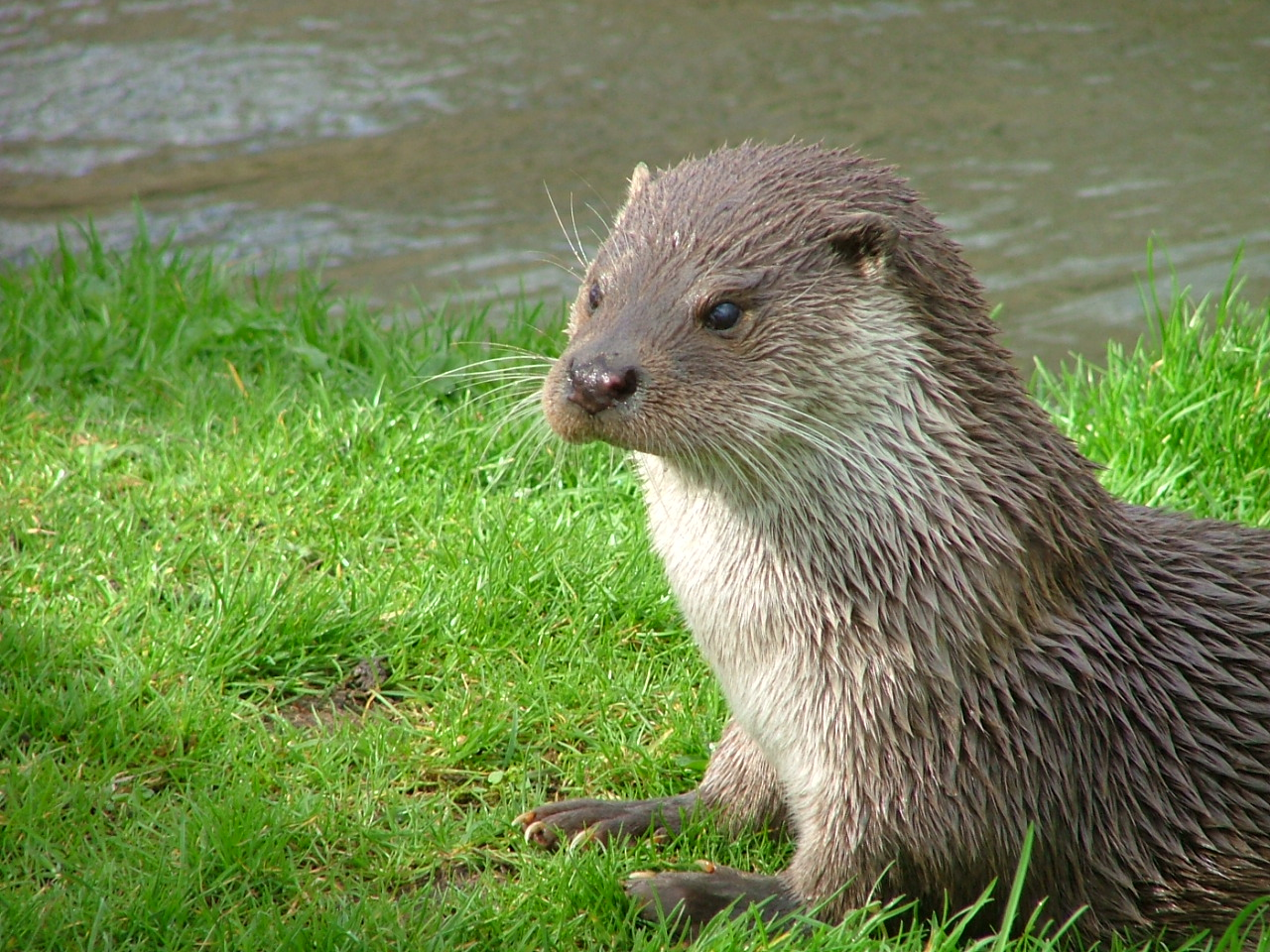
La llúdria comuna, una espècie gairebé amenaçada'.
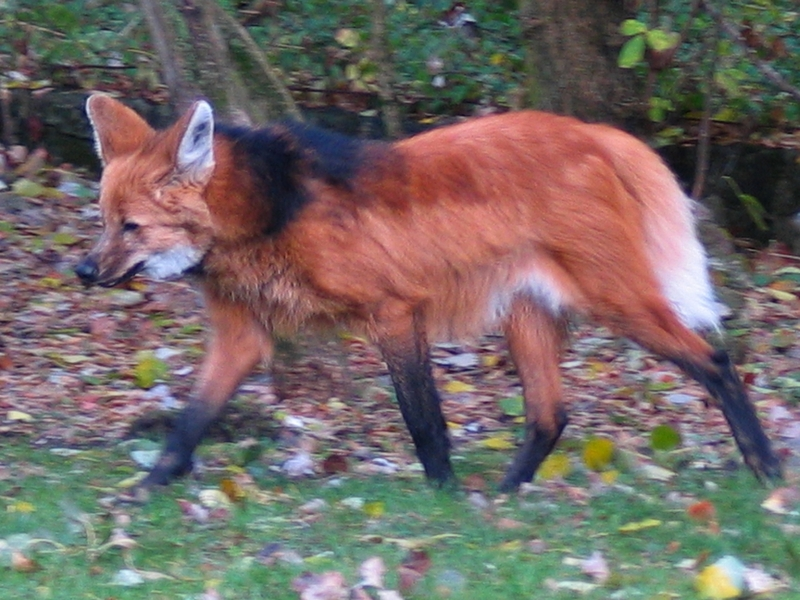
El llop de crinera, està gairebé amenaçat en gran manera per la pèrdua d'hàbitat, especialment a causa de la seva conversió en terres agrícoles.